# Cyrtanthus epiphyticus
Cyrtanthus epiphyticus là một loài thực vật có hoa trong họ Amaryllidaceae. Loài này được J.M.Wood mô tả khoa học đầu tiên năm 1913.